# Детелбах
Детелбах (њем. Dettelbach) град је у њемачкој савезној држави Баварска. Једно је од 31 општинског средишта округа Кицинген. Према процјени из 2010. у граду је живјело 6.969 становника. Посједује регионалну шифру (AGS) 9675117.

## Географски и демографски подаци
Детелбах се налази у савезној држави Баварска у округу Кицинген. Град се налази на надморској висини од 200 метара. Површина општине износи 60,9 km². У самом граду је, према процјени из 2010. године, живјело 6.969 становника. Просјечна густина становништва износи 114 становника/km².